# Enzo Cabrera
Enzo Cabrera (Casilda, 20 novembre 1999) è un calciatore argentino, attaccante dell'AEK Larnaca.

## Caratteristiche tecniche
È un'ala destra.

## Carriera
Cresciuto nelle giovanili del Newell's Old Boys, ha esordito il 16 settembre 2017 in occasione del match vinto 2-0 contro l'Olimpo.

## Statistiche

### Presenze e reti nei club
Statistiche aggiornate al 12 marzo 2018.
| Stagione        | Squadra           | Campionato      | Campionato | Campionato | Coppe nazionali | Coppe nazionali | Coppe nazionali | Coppe continentali | Coppe continentali | Coppe continentali | Altre coppe | Altre coppe | Altre coppe | Totale | Totale | Totale |
| Stagione        | Squadra           | Comp            | Pres       | Reti       | Comp            | Pres            | Reti            | Comp               | Pres               | Reti               | Comp        | Pres        | Reti        | Pres   | Reti   |        |
| --------------- | ----------------- | --------------- | ---------- | ---------- | --------------- | --------------- | --------------- | ------------------ | ------------------ | ------------------ | ----------- | ----------- | ----------- | ------ | ------ | ------ |
| 2017-2018       | Newell's Old Boys | PD              | 10         | 0          | CA              | 0               | 0               |                    | -                  | -                  |             | -           | -           | 10     | 0      |        |
| Totale carriera | Totale carriera   | Totale carriera | 10         | 0          |                 | 0               | 0               |                    | -                  | -                  |             | -           | -           | 10     | 0      |        |

## Palmarès

### Club

#### Competizioni nazionali
- Coppa di Malta: 1

Birkirkara: 2022-2023
- Coppa di Cipro: 1

AEK Larnaca: 2024-2025